# Copa da Escócia de 1927–28
A Copa da Escócia de 1927-28 foi a 50º edição do torneio mais antigo do futebol da Escócia. O campeão foi o Rangers F.C., que conquistou seu 5º título na história da competição ao vencer a final contra o Celtic F.C., pelo placar de 4 a 0.

## Premiação
| Copa da Escócia de 1927-28       |
| Escócia                          |
| -------------------------------- |
| Rangers F.C. Campeão (5º título) |